# Joe „Guitar” Hughes
1983 (Houston, 1937. szeptember 29. – ?, 2003. május 20.), amerikai bluesgitáros.

## Pályafutása
Tizenöt éves korától kezdve, és a következő ötven évben volt professzionális zenész különféle houstoni kisebb-nagyobb helyeken egyaránt. Kivívta számára fontos a kritikai elismeréseket Amerikában és külföldön is. Szerepelt mind az országos, mind az európai bluesfesztiválokon.
Az 1950-es években szervezte meg első zenekarát, a Dukes of Rhythm-et, amelynek barátja, Johnny Copeland is tagja volt. Az 1960-as években Little Richard és Bobby Bland bandájában játszott.
Az 1980-as évektől kezdve Európában turnézott. 1986-ban kiadta a Texas Guitar Master című albumát a holland Double Trouble Records kiadónál. Az album tartalmazott egy élő felvételt is Pete Mayes gitáros részvételével, (Az If You Want to See the Bluest; 1989).
2003. május 20-án szívroham következtében halt meg.

## Lemezválogatás
- 1986: Texas Guitar Master, k.m.: Pete Mayes
- 1988: Craftsman
- 1989: If You Want to See the Blues
- 1995: Down & Depressed
- 1996: Live at Vrendenburg
- 1996: Texas Guitar Slinger
- 2001: Stuff Like That